# NGC 3354
NGC 3354 is een spiraalvormig sterrenstelsel in het sterrenbeeld Luchtpomp. Het hemelobject werd op 1 mei 1834 ontdekt door de Engelse astronoom John Herschel.

## Synoniemen
- ESO 376-14
- MCG -6-24-8
- AM 1040-360
- IRAS10407-3606
- PGC 31941